# Islandmagee

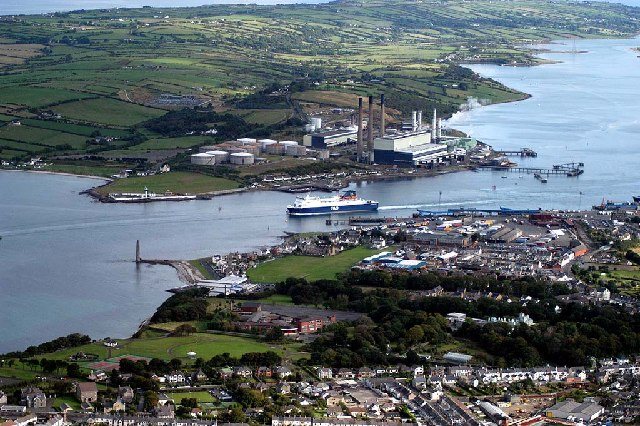
Panorâmica, em primeiro plano o porto da cidade de Larne,
a península de Islandmagee é vista ao fundo com a usina termoelétrica de Ballylumford ao centro.

Islandmagee (do irlandês: Oileán MhicAodha, ilha de MacAodha – antigamente conhecida como Rinn Seimhne ou Inis Seimhne) é uma península na costa leste do condado de Antrim, Irlanda do Norte, localizada entre as cidades de Larne e Carrickfergus. Faz parte da área do Larne Borough Council e é uma comunidade rural pouco povoada com uma longa história desde o período mesolítico.
Como parte de um programa agrícola de rotação de culturas, feijões foram cultivados para fornecerem nitrogênio ao solo. Em consequência disso, os habitantes de Islandmagee receberam o apelido de "comedores de feijão".
Em Islandmagee está localizada a principal usina termoelétrica da Irlanda do Norte, Ballylumford.

## História
A família Mac Eoin Bissett possuía o arrendamento da península no reinado de Elizabeth I, e sua renda era uma oferta anual de açores, aves que se reproduziam nos acidentados penhascos de calcário branco das proximidades.
Arqueologia
- Islandmagee é a casa do Ballylumford Dolmen. Conhecido localmente como o "Altar Druida", este dólmen pode ter 4000 anos de idade, ou pode ser a entrada de uma antiga sepultura. O dólmen é composto por quatro pedras verticais, com uma pesada pedra no ápice e outra no chão, dentro da estrutura. Ela pode ter sido colocada lá para bloquear a entrada do túmulo.[1]
- Casas neolíticas foram escavadas em Ballyharry, na península de Islandmagee.[2] Entre os achados estão: cerâmica neolítica, pontas de flechas de sílex, pontas de lanças, fragmentos de machado de pedra polida e moedores de grãos em pedra.[3]

## Povoados e townlands
A península faz parte da paróquia de Islandmagee. Assim como no resto da Irlanda, esta paróquia é dividida em várias townlands (bailte fearainn), cujos nomes são derivados do irlandês. Há 25 townlands em Islandmagee e dois pequenos povoados.
Segue uma lista dessas townlands, com os povoados em negrito:
- Ballylumford (em irlandês:  Baile an Longfoirt)
- Ballystrudder (em irlandês:  Baile Strudair)
- Balloo
- Ballycronan Beg
- Ballycronan More
- Ballydown
- Ballyharry
- Ballykeel
- Ballymoney
- Ballymuldrogh
- Ballyprior Beg
- Ballyprior More
- Ballytober
- Carnspindle
- Castletown
- Cloghfin
- Drumgurland
- Dundressan
- Gransha
- Kilcoan Beg
- Kilcoan More
- Mullaghboy (em irlandês:  an Mullach Buí)
- Mullaghdoo
- Portmuck (em irlandês:  Port Muc)
- Temple-effin

## Esportes
- O Islandmagee F.C. joga na Primeira Divisão da Liga Norte de Futebol Amador.
- Dois clubes de golfe, Whitehead Golf Club (18 buracos) e Larne Golf Club (9 buracos) situam-se na península, assim como dois centros de equitação - Rainbow Equestrian Centre e Islandmagee Riding Centre.
- A pesca continua a ser o esporte mais comum praticado na região.